# Alumínium-ammónium-szulfát
Az alumínium-ammónium-szulfát (E523) egy szervetlen vegyület, a timsók közé tartozik. Alumínium-szulfátból állítják elő. 

## Élelmiszeripari felhasználás
Élelmiszerek esetén elsősorban ipari sütőporként alkalmazzák. Magas hőmérsékleten az alumínium-ammónium-szulfát szolgáltatja a sütőpor működéséhez szükséges savas kémhatást. Használatával tartósabb ételszínezés is elérhető.

## Egészségügyi hatások
Napi maximum beviteli mennyisége 0,6 mg/testsúlykg. A benne található alumínium elősegíti a B-vitamin felszívódását. Nagy mennyiségben befolyásolhatja a májműködést. Az élelmiszerek esetében használt koncentrációkban nincs efféle hatása.